# Friedrich Grabowsky

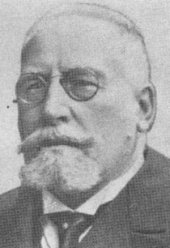
Friedrich Grabowsky

Friedrich Johann Grabowsky (* 27. Januar 1857 in Marggrabowa (Ostpreußen); † 26. Januar 1929 in Breslau), manchmal auch Fritz Grabowsky genannt, war ein deutscher Zoologe, Ethnograph, Höhlenforscher, Sammler von Vogelbälgen und dritter Direktor des Zoologischen Gartens Breslau.

## Leben und Wirken
1881 und 1882 unternahm Grabowsky erste Forschungsreisen nach Borneo, Java, Vorderindien und Ceylon. 1885 gründete er im deutschen Schutzgebiet Kaiser-Wilhelms-Land auf Neuguinea die Forschungsstation „Samoahafen“ und betrieb ornithologische Studien. Ab 1891 arbeitete er für Wilhelm Blasius als Assistent und Inspektor. Zu dieser Zeit gründete er in Rübeland (Harz) ein Höhlenmuseum. Daneben verfasste er für Carl R. Hennickes Werk Naumann: Naturgeschichte der Vögel Mitteleuropas („Der Neue Naumann“) den Beitrag über den Bienenfresser. 1898 schrieb er eine Abhandlung über die Lübbensteine, neolithische Gräber bei Helmstedt.
Grabowsky wurde nach Franz Schlegel und Hermann Stechmann der dritte Direktor des 1865 eröffneten Zoologischen Gartens Breslau. Er leitete den Zoo vom 18. März 1901 bis zum 26. Januar 1929, sein Nachfolger wurde Hans Honigmann.
Unter dem Direktorat Grabowskys sind die von Franz Schlegel in Breslauer Zoo initiierten Völkerschauen eingestellt worden.
Die von Grabowsky nach Königsberg gesandte Vogelausbeute wurde von Wilhelm Blasius wissenschaftlich beschrieben. Seine Balgsammlungen aus Hatzfeldhafen (1886/1887) und vom Sepik (1887) befinden sich im Berliner Zoologischen Museum.
Am 28. Juni 1901 (Matrikel-Nr. 3146) wurde er zum Mitglied der Deutschen Akademie der Naturforscher Leopoldina gewählt.

## Schriften
- Ueber Aeusserungen geistigen Lebens bei den Olo Ngadju in Sued-Ost-Borneo. In: Bijdragen tot de taal-, land- en volkenkunde, Jg. 38, H. 5.4, Martinus Nijhoff, ’s-Gravenhage 1889, S. 144–152; Textarchiv – Internet Archive.
- Familie, Verwandtschaft und Freundschaft bei den Olo Ngadju in S. O. Borneo. In: Bijdragen tot de taal-, land- en volkenkunde, Jg. 38, H. 5.4, Martinus Nijhoff, ’s-Gravenhage 1889, S. 463–466; Textarchiv – Internet Archive.